# Carlos Bergamino
Carlos Alberto Bergamino Cruz (Lima, 12 de agosto de 1941) es un general de división retirado del Ejército Peruano que ocupó el cargo de Ministro de Defensa del Perú entre 1999 y 2000, durante el gobierno de Alberto Fujimori.

## Biografía
Nacido en el distrito de Rímac (Lima) el 12 de agosto de 1941, ingresó a la Escuela Militar de Chorrillos y egresó el 1 de enero de 1965 como oficial de Caballería, en la 67.º promoción "Sargento Mayor Armando Blondet", de la que también formaba parte César Saucedo Sánchez.
Fue director de Colegio Militar Francisco Bolognesi, de 1985 a 1986. Era ya coronel cuando fue destacado al departamento de Junín, durante la lucha contra el terrorismo, en calidad de jefe del Estado Mayor Operativo de la 31.ª División de Infantería en Huancayo, cuyo comandante era el general Manuel Delgado Rojas. Fue en ese entonces, durante el primer gobierno de Alan García, en que estuvo involucrado en la llamada matanza de Pucará.
Durante el gobierno de Alberto Fujimori fue comandante de la primera región militar en 1997. Luego fue nombrado jefe de la Secretaría de Defensa Nacional y Jefe del Estado Mayor de las Fuerzas Armadas.
En abril de 1999 fue nombrado Ministro de Defensa, siendo el último en ocupar dicho cargo en el gobierno de Fujimori, hasta la caída de dicho régimen en noviembre de 2000. Su gestión estuvo marcada por diversas denuncias de corrupción, particularmente relacionadas con la adquisición irregular de armamento militar, donde se habría favorecido a empresas relacionadas con Vladimiro Montesinos, el asesor del presidente Fujimori. Por ello fue acusado constitucionalmente por el Congreso en 2003.
En el 2005 fue juzgado y condenado por el desvío de fondos de las Fuerzas Armadas al Servicio de Inteligencia Nacional (SIN), dinero que fuera destinado para la campaña de rerreelección del presidente Alberto Fujimori en las elecciones de 2000.
En el 2014, la Sala Penal Nacional del Poder Judicial lo condenó, junto a otros militares, a 20 años de prisión, al ser sindicado como autor mediato de la matanza de ocho comuneros en Pucará, localidad situada a unos quince kilómetros de Huancayo. Ese episodio, denunciado por la Comisión de la Verdad y Reconciliación, ocurrió el 4 de noviembre de 1989 en el contexto de un operativo militar. Sin embargo, Bergamino apeló y resultó absuelto en 2016 por la Sala Penal Transitoria de la Corte Suprema. Su defensa logró convencer de que dicho episodio fue un operativo especial de inteligencia y quienes lo cometieron lo hicieron al margen del comando militar.